# Abluka : Suspicions
Pour plus de détails, voir Fiche technique et Distribution.
Abluka : Suspicions (Abluka) est un film franco-turc réalisé par Emin Alper.

## Fiche technique
- Titre français : Abluka : Suspicions[1]
- Titre original : Abluka
- Réalisation et scénario : Emin Alper
- Musique : Cevdet Erek
- Photographie : Adam Jandrup
- Sociétés de production :
- Distribution :
- Pays d'origine :  Qatar |  France |  Turquie
- Budget :
- Langue originale :
- Format : couleur
- Durée : 114 minutes
- Dates de sortie :
  - France : 23 novembre 2016

## Distribution
- Mehmet Özgür : Kadir
- Berkay Ates : Ahmet
- Tülin Özen : Meral
- Müfit Kayacan : Hamza
- Ozan Akbaba : Ali

## Distinctions

### Récompenses
- Mostra de Venise 2015 : Prix spécial du jury
- Mostra de Venise 2015 : prix de l'ARCA